# بخش حنا
بخش حنا یکی از بخش‌های شهرستان بختگان استان فارس ایران است مرکز اداری این بخش شهر تم شولی میباشد.

## تقسیمات کشوری
- بخش حنا
  - دهستان حنا
  - دهستان چاه گز

## جمعیت
براساس سرشماری عمومی نفوس و مسکن در سال ۱۳۹۵، جمعیت بخش حنا برابر با ۱۱،۱۵۶ نفر بوده‌است.